# Max Bentley
Maxwell Herbert Lloyd Bentley, född 1 mars 1920 i Delisle, Saskatchewan, död 19 januari 1984 i Saskatoon, var en kanadensisk professionell ishockeyspelare. Bentley spelade för Chicago Black Hawks, Toronto Maple Leafs och New York Rangers i NHL åren 1940–1954.

## Karriär
Max Bentley var den yngste sonen av sex i en syskonskara om tretton barn och växte upp på en farm i Delisle, Saskatchewan. Han debuterade för Chicago Black Hawks i NHL säsongen 1940–41 och spelade i en kedja med äldre brodern Doug och Mush March. Senare tog Bill Mosienko över Marchs plats bredvid bröderna Bentley i en kedja kallad "Pony Line". Bentleys genombrott kom under hans tredje säsong i ligan då han gjorde 70 poäng på 47 matcher och slutade på tredje plats i poängligan. De två efterföljande säsongerna, 1945–46 och 1946–47, vann han NHL:s poängliga. 1945–46 vann Bentley dessutom Hart Trophy som ligans mest värdefulle spelare.
Sex matcher in på säsongen 1947–48 valde dock Black Hawks att byta bort Bentley och hans lagkamrat Cy Thomas till Toronto Maple Leafs i utbyte mot Gus Bodnar, Bud Poile, Gaye Stewart, Ernie Dickens och Bob Goldham. Klubbytet skulle visa sig sportsligt lyckosamt för Bentley som samma säsong vann Stanley Cup med Maple Leafs efter det att laget finalbesegrat Detroit Red Wings. Bentley vann ytterligare två Stanley Cup med Maple Leafs 1949 och 1951.
Bentley avslutade NHL-karriären med en säsong i New York Rangers 1953–54.
1966 valdes Bentley in i Hockey Hall of Fame.

## Statistik
ASHL = Alberta Senior Hockey League, AHA = American Hockey Association
| 1937–38    | Drumheller Miners     | ASHL       | 26  | 28  | 15  | 43  | 10  | 5  | 7  | 1  | 8  | 2  |
| 1938–39    | Drumheller Miners     | ASHL       | 32  | 29  | 24  | 53  | 16  | 6  | 5  | 3  | 8  | 6  |
| 1939–40    | Saskatoon Quakers     | SSHL       | 31  | 37  | 14  | 51  | 4   | 4  | 1  | 1  | 2  | 2  |
| 1940–41    | Providence Reds       | AHL        | 9   | 4   | 2   | 6   | 0   | —  | —  | —  | —  | —  |
|            | Kansas City Americans | AHA        | 5   | 5   | 5   | 10  | 0   | —  | —  | —  | —  | —  |
|            | Chicago Black Hawks   | NHL        | 36  | 7   | 10  | 17  | 6   | 4  | 1  | 3  | 4  | 2  |
| 1941–42    | Chicago Black Hawks   | NHL        | 38  | 13  | 17  | 30  | 2   | 3  | 2  | 0  | 2  | 0  |
| 1942–43    | Chicago Black Hawks   | NHL        | 47  | 26  | 44  | 70  | 2   | —  | —  | —  | —  | —  |
| 1945–46    | Chicago Black Hawks   | NHL        | 47  | 31  | 30  | 61  | 6   | 4  | 1  | 0  | 1  | 4  |
| 1946–47    | Chicago Black Hawks   | NHL        | 60  | 29  | 43  | 72  | 12  | —  | —  | —  | —  | —  |
| 1947–48    | Chicago Black Hawks   | NHL        | 6   | 3   | 3   | 6   | 0   | —  | —  | —  | —  | —  |
|            | Toronto Maple Leafs   | NHL        | 53  | 23  | 25  | 48  | 14  | 9  | 4  | 7  | 11 | 0  |
| 1948–49    | Toronto Maple Leafs   | NHL        | 60  | 19  | 22  | 41  | 18  | 9  | 4  | 3  | 7  | 2  |
| 1949–50    | Toronto Maple Leafs   | NHL        | 69  | 23  | 18  | 41  | 14  | 7  | 3  | 3  | 6  | 0  |
| 1950–51    | Toronto Maple Leafs   | NHL        | 67  | 21  | 41  | 62  | 34  | 11 | 2  | 11 | 13 | 4  |
| 1951–52    | Toronto Maple Leafs   | NHL        | 69  | 24  | 17  | 41  | 40  | 4  | 1  | 0  | 1  | 2  |
| 1952–53    | Toronto Maple Leafs   | NHL        | 36  | 12  | 11  | 23  | 16  | —  | —  | —  | —  | —  |
| 1953–54    | New York Rangers      | NHL        | 57  | 14  | 18  | 32  | 15  | —  | —  | —  | —  | —  |
| 1954–55    | Saskatoon Quakers     | WHL        | 40  | 24  | 17  | 41  | 23  | —  | —  | —  | —  | —  |
| 1955–56    | Saskatoon Quakers     | WHL        | 10  | 2   | 2   | 4   | 20  | —  | —  | —  | —  | —  |
| 1958–59    | Saskatoon Quakers     | WHL        | 26  | 6   | 12  | 18  | 2   | —  | —  | —  | —  | —  |
| NHL totalt | NHL totalt            | NHL totalt | 645 | 245 | 299 | 544 | 179 | 51 | 18 | 27 | 45 | 14 |

## Meriter
- Stanley Cup – 1948, 1949 och 1951 med Toronto Maple Leafs.
- Hart Memorial Trophy – 1945–46
- Lady Byng Memorial Trophy – 1942–43
- Vinnare av NHL:s poängliga – 1945–46 och 1946–47
- NHL First All-Star Team – 1945–46
- NHL Second All-Star Team – 1946–47